# 西越ノ潟駅
西越ノ潟駅（にしこしのかたえき）は、かつて富山県射水郡新湊町（現：射水市）にあった越中鉄道の駅（廃駅）。
越中鉄道は合併により富山地方鉄道、射水線の切断により路線の一部が加越能鉄道、第三セクター方式への転換により万葉線と遷移しており、西越ノ潟駅は現在の新湊港線の越ノ潟駅と海王丸駅の間に位置していた。

## 歴史
越中鉄道は1930年（昭和5年）に堀岡駅から新湊東口駅まで延伸したが、途中駅の越ノ潟駅付近で用地買収に難航したため、西越ノ潟駅を設けて越ノ潟駅との間を徒歩連絡としていた。

### 年表
- 1930年（昭和5年）
  - 10月12日 : 堀岡駅 - 越ノ潟駅駅間および西越ノ潟駅 - 新湊東口駅が開通し、富山県射水郡新湊町荒屋に西越ノ潟駅として開業[4]。
  - 12月23日 : 越ノ潟駅 - 西越ノ潟駅間が開業。同時に廃止[5]。

## 隣の駅
越中鉄道
越中鉄道線
越ノ潟駅 - 西越ノ潟駅 - 新湊東口駅